# Клаусура 2008 (Сальвадор)
Клаусура 2008 (исп. Torneo Clausura 2008) — вторая половина 74-го сезона чемпионата Сальвадора по футболу.

## Участники
| Команда           | Город                |
| ----------------- | -------------------- |
| Луис Анхель Фирпо | Усулутан             |
| ФАС               | Санта-Ана            |
| Исидро Метапан    | Метапан              |
| Виста Эрмоса      | Сан-Франциско Готера |
| Чалатенанго       | Чалатенанго          |
| Альянса           | Сан-Сальвадор        |
| Агила             | Сан-Мигель           |
| Нехапа            | Нехапа               |
| Онсе Мунисипаль   | Ауачапан             |
| Сан-Сальвадор     | Сан-Сальвадор        |

## Турнирная таблица
| М  | Команда           | И  | В | Н | П  | Мячи    | ±   | О  | Примечания     |
| -- | ----------------- | -- | - | - | -- | ------- | --- | -- | -------------- |
| 1  | Луис Анхель Фирпо | 18 | 8 | 8 | 2  | 39 − 27 | +12 | 32 | Финальная фаза |
| 2  | Исидро Метапан    | 18 | 8 | 8 | 2  | 29 − 15 | +14 | 32 | Финальная фаза |
| 3  | ФАС               | 18 | 8 | 6 | 4  | 26 − 21 | +5  | 30 | Финальная фаза |
| 4  | Виста Эрмоса      | 18 | 8 | 6 | 4  | 20 − 15 | +5  | 30 | Финальная фаза |
| 5  | Чалатенанго       | 18 | 6 | 7 | 5  | 29 − 25 | +4  | 25 |                |
| 6  | Альянса           | 18 | 5 | 7 | 6  | 20 − 18 | +2  | 22 |                |
| 7  | Агила             | 18 | 5 | 6 | 7  | 25 − 32 | −7  | 21 |                |
| 8  | Нехапа            | 18 | 4 | 7 | 7  | 20 − 26 | −6  | 19 |                |
| 9  | Онсе Мунисипаль   | 18 | 1 | 9 | 8  | 11 − 24 | −13 | 12 |                |
| 10 | Сан-Сальвадор     | 18 | 2 | 6 | 10 | 14 − 30 | −16 | 12 |                |

И — игры, В — выигрыши, Н — ничьи, П — проигрыши, Мячи — забитые и пропущенные голы, ± — разница голов, О — очки

## Финальная фаза

### Полуфиналы
Первые матчи были проведены 21 мая, а ответные состоялись 24—25 мая.
| Команда 1    | Итог | Команда 2         | 1-й матч | 2-й матч |
| ------------ | ---- | ----------------- | -------- | -------- |
| ФАС          | 3:2  | Исидро Метапан    | 3:0      | 0:2      |
| Виста Эрмоса | 1:3  | Луис Анхель Фирпо | 1:0      | 0:3      |

### Финал
| Луис Анхель Фирпо | 0:0 (0:0) Доп. вр. 1:0 | ФАС |
| ----------------- | ---------------------- | --- |
| Моран 118′        | Отчёт                  |     |

| Чемпион Сальвадора (Клаусура) 2008 |
| ---------------------------------- |
| Луис Анхель Фирпо в 9-й раз        |